# 多忠麿
多 忠麿（おおの ただまろ、1933年12月5日 - 1994年12月19日）は、雅楽師、宮内庁楽部楽長、日本芸術院会員。芸術院会員・多忠紀（多忠龍の子）の子。重要無形文化財「雅楽」保持者（総合認定）。
『雅楽のデザイン 王朝装束の美意識』（小学館、1990年）を編纂した。また雅楽団体「東京楽所」（1978年結成）の初代代表として廃絶曲や現代曲の演奏にも力を注いだ。

## 略歴
1933年、奈良時代より続く宮廷雅楽師の家系に生まれる。1946年に宮内庁楽部楽生となる。1949年から1951年まで東京藝術大学専科でトランペットを専攻。1952年に宮内庁楽部楽師に任官され、1980年には楽長補、1993年には楽長となる。1990年に日本芸術院賞受賞、1991年には芸術院会員となる。1994年に癌により死去。